# Centre de recherches en géodynamique et astrométrie
| 3913 Chemin            | 2 dicembre 1986  |
| 4602 Heudier           | 28 ottobre 1986  |
| 4603 Bertaud           | 25 novembre 1986 |
| 4892 Chrispollas       | 11 ottobre 1985  |
| 5576 Albanese          | 26 ottobre 1986  |
| 5671 Chanal            | 13 dicembre 1985 |
| 5769 Michard           | 6 agosto 1987    |
| 6375 Fredharris        | 1º ottobre 1986  |
| 6587 Brassens          | 27 novembre 1984 |
| 6820 Buil              | 13 dicembre 1985 |
| 7928 Bijaoui           | 27 novembre 1986 |
| 8080 Intel             | 17 novembre 1987 |
| 8636 Malvina           | 17 ottobre 1985  |
| 9553 Colas             | 17 ottobre 1985  |
| 13499 Steinberg        | 1º ottobre 1986  |
| 13500 Viscardy         | 6 agosto 1987    |
| 33163 Alainaspect      | 2 marzo 1998     |
| 33165 Joschhambsch     | 2 marzo 1998     |
| 35394 Countbasie       | 7 dicembre 1997  |
| 100122 Alpes-Maritimes | 15 agosto 1993   |

Il Centre de recherches en géodynamique et astrométrie (CERGA) è stato un dipartimento dell'Osservatorio della Costa Azzurra (OCA). Impiegava 28 ricercatori e altrettanti ingegneri e tecnici, collocati a Nizza, Grasse e Caussols.
L'attività scientifica ricopriva diversi campi, come l'astronomia, la meccanica celeste e la geodesia spaziale. Il CERGA era responsabile di diversi strumenti di osservazione, come quelli necessari al Laser-ranging lunare, che determinava la distanza della Luna tramite riflessione di un raggio laser su speciali specchi collocati sulla Luna. Nel 2004 l'OCA è stato riorganizzato e il CERGA è stato sciolto.
Il Minor Planet Center accredita al CERGA le scoperte di ventiquattro asteroidi avvenute tra il 1984 e il 1998.
Gli è stato dedicato l'asteroide 2252 CERGA.

## Fonti
- CERGA English home page, su wwwrc.obs-azur.fr. URL consultato il 27 gennaio 2008 (archiviato dall'url originale il 30 maggio 2019).